# New Zealand Story Revolution
New Zealand Story Revolution est un jeu vidéo de plates-formes développé par Marvelous Entertainment et sorti en 2007 sur Nintendo DS.
Il s'agit du remake de The NewZealand Story.

## Accueil
- Jeuxvideo.com : 9/20[1]